# Nicole Beharie
Nicole Beharie (West Palm Beach, 3 gennaio 1985) è un'attrice statunitense, nota per aver interpretato Abbie Mills nella serie TV Sleepy Hollow.
Nel 2010-2011 recita a Broadway ricoprendo il ruolo di Margery Jolicoeur in A Free Man of Color.

## Biografia
Beharie è nata a West Palm Beach, in Florida. Quando Beharie era bambina, suo padre era nel servizio estero degli Stati Uniti. Quindi è cresciuta nel Regno Unito, Giamaica, Nigeria e Panama. Ha frequentato la Orangeburg Wilkinson High School di Orangeburg, nella Carolina del Sud, e si è diplomata nel 2003 alla South Carolina Governor's School for the Arts & Humanities, una scuola superiore residenziale pubblica a Greenville. Beharie è stata quindi accettata alla Juilliard School ( Gruppo 36 della divisione drammatica : 2003-2007). Le fu assegnata una borsa di studio Shakespeare e si formò in Inghilterra. 

## Carriera
Beharie ha fatto il suo debutto cinematografico nel film del 2008 American Violet, dove ha interpretato il ruolo principale. Sempre nello stesso anno ha interpretato Sarah Ward nel film sportivo americano The Express al fianco dell'attore Rob Brown . Nel film della Lifetime, Sins of the Mother (2010), Beharie ha interpretato Shay Hunter, una studentessa universitaria in difficoltà che intraprende un viaggio per riparare il suo rapporto fratturato con sua madre Nona interpretata da Jill Scott.
Nel 2011, Beharie ha eseguito cinque canzoni originali come cantautrice accanto all'attore tedesco Ken Duken nel dramma romantico My Last Day Without You. Nell'adattamento cinematografico di Russell Leigh Sharman della sua opera teatrale Apartment 4E, ha interpretato Piper, una giovane donna problematica che non lascia mai il suo appartamento. Beharie ha interpretato Marianne nel film Shame di Steve McQueen, interpretando un interesse amoroso di Michael Fassbender . Wesley Morris del Boston Globe ha elogiato la sua performance, definendola "una meraviglia di trasparenza naturale". 
Nel 2013, Beharie ha recitato nel ruolo di Rachel Robinson, moglie di Jackie Robinson (interpretato da Chadwick Boseman), nel film storico sul baseball 42. Lo stesso anno, ha iniziato a interpretare Abbie Mills nella serie fantasy della Fox Sleepy Hollow, basata sul racconto del 1820 La leggenda di Sleepy Hollow di Washington Irving. All'inizio del 2016, Beharie ha lasciato la serie, con il suo personaggio che è morto nel finale della terza stagione della serie, l'episodio intitolato "Ragnarok", andato in onda l'8 aprile 2016. In seguito ha affermato che una malattia autoimmune è stata una delle cause della sua uscita e ha anche rivelato di aver lottato per trovare lavoro ed è stata etichettata come problematica dopo la sua partenza dallo show. 
Nel 2020, ha recitato in Miss Juneteenth , un film su un'ex vincitrice di un concorso che prepara sua figlia adolescente ad assumere la sua ex corona. Nel 2023, si è unita alla serie Apple TV+ The Morning Show per la terza stagione, per la quale ha ottenuto elogi dalla critica. 

## Vita personale
Nel 2015, Beharie ha posato per il numero di maggio della rivista Allure.

## Filmografia parziale

### Cinema
- American Violet, regia di Tim Disney (2008)
- The Express, regia di Gary Fleder (2008)
- My Last Day Without You, regia di Stefan C. Schaefer (2011)
- Shame, regia di Steve McQueen (2011)
- Apartment 4E, regia di Russell Leigh Sharman (2012)
- The Last Fall, regia di Matthew A. Cherry (2012)
- Woman Thou Art Loosed: On the 7th Day, regia di Neema Barnette (2012)
- The Mirror Between Us, regia di Kahlil Joseph - cortometraggio (2012)
- 42 - La vera storia di una leggenda americana (42), regia di Brian Helgeland (2013)
- Monsters and Men, regia di Reinaldo Marcus Green (2018)
- Allucinazione perversa, regia di David M. Rosenthal (2019)
- Miss Juneteenth, regia di Channing Godfrey Peoples (2020)
- Infranto (Breaking), regia di Abi Damaris Corbin (2022)

### Televisione
- Sins of the Mother, regia di Paul A. Kaufman - film TV (2010)
- The Good Wife - serie TV, episodi 3x04-3x05 (2011)
- Law & Order - Unità vittime speciali (Law & Order: Special Victims Unit) - serie TV, episodio 13x16 (2012)
- Bones - serie TV, 1 episodio (2015)
- Sleepy Hollow - serie TV, 49 episodi (2013-2016)
- Black Mirror - serie TV, episodio 5x01 (2019)
- Tanti piccoli fuochi (Little Fire Everywhere) - miniserie TV, 2 puntate (2020)
- Assolo (Solos) - miniserie TV, 1 puntata (2021)
- Scene da un matrimonio (Scenes from a Marriage) – miniserie TV, 2 puntate (2021)
- The Morning Show - serie TV, 8 episodi (2023)

## Riconoscimenti
- Critics' Choice Awards
  - 2024 - Candidatura alla miglior attrice non protagonista in una serie drammatica per The Morning Show
- Gotham Independent Film Awards
  - 2021 - Miglior attrice per Miss Juneteenth

## Doppiatrici italiane
Nelle versioni in italiano delle opere in cui ha recitato, Nicole Beharie è stata doppiata da:
- Alessia Amendola in 42 - La vera storia di una leggenda americana, Assolo, Scene da un matrimonio
- Federica De Bortoli in Shame, Sleepy Hollow, Infranto
- Domitilla D'Amico in Black Mirror

## Discografia
- 2013 - Last Day Without You